# Siena (color)
Siena, ocre siena, tierra siena, tierra de Siena o siena natural es la denominación de un pigmento utilizado en pintura artística desde hace milenios.
Se trata de un ocre amarillo compuesto por un 45 % a 70 % de óxido de hierro hidratado mezclado con ácido silícico y algo de óxido de manganeso. El lavado, secado y posterior molienda de esta arcilla proporciona el pigmento, que luego debe ser mezclado con el medio pictórico de elección.
En la parte superior del recuadro grande se proporciona una muestra de un color siena característico de las pinturas para artistas.

## Nomenclatura
Denominación en el Índice internacional del color
- Pigment Brown 6
- CI 77491[2]

Nombres en otros idiomas
- En inglés: raw sienna
- En alemán: Sienaerde
- En francés: terre de Sienne
- En italiano: terra di Siena
- En portugués: siena natural[2]

## Localización
La variedad de tierra de Siena más apreciada en pintura fue tradicionalmente la que se extraía en las inmediaciones de la ciudad italiana homónima, aunque más tarde se utilizaron también las de otras localidades de Toscana y las de Cerdeña. Los ocres siena han encontrado, sin embargo, en localidades diversas de todo el mundo, aunque pocas veces se ha determinado su composición química exacta.

## Historia de su uso
Como en el caso de otros ocres, el uso de la tierra de Siena se remonta a la Prehistoria. Se han identificado sienas en las pinturas rupestres de Altamira, que datan del Paleolítico; en los frescos de Ajantā, en la India (siglo II a. C. al siglo VI d. C.); y en pinturas murales irlandesas del Medioevo.
En la tradición pictórica occidental, la tierra de Siena auténtica fue ampliamente usada, considerándosela imprescindible en la paleta del pintor. Se sabe, por ejemplo, que la paleta utilizada por Paul Cézanne hacia el final de su vida incluía tanto siena natural como siena tostada.

## Propiedades
Cuando es de buena calidad, la tierra de Siena tiene buen poder colorante y, a diferencia de otros ocres, permite realizar veladuras al óleo. Sin embargo, suele ser difícil de preparar, ya que requiere mucho aglutinante, inconveniente que en un medio oleoso puede llevar a que seque lentamente.
La tierra de Siena tiene la propiedad de ser compatible con todas las técnicas de pintura (óleo, acrílico, acuarela, aguada, temple, encáustica, fresco, pastel...) y, como otros ocres, su color es permanente, aunque puede desarrollar oscurecimientos. Es de bajo precio y posee una excelente resistencia a la intemperie. No se considera tóxica, si bien se recomienda no inhalarla.

## Siena tostada
La tierra de Siena tostada o siena tostada se obtiene horneando la tierra de Siena. Al igual que los demás ocres amarillos, esta arcilla vira al rojo al ser tostada, debido a la evaporación del agua del hidróxido de hierro, lo que deja óxido de hierro (de color rojo óxido) en su lugar. El contenido de manganeso de la arcilla utilizada, si es relativamente elevado, puede dar un matiz pardusco a la siena tostada.
La muestra adjunta corresponde al color más característico de las pinturas para artistas que se comercializan bajo la denominación de «siena tostada» y nombres equivalentes. 

### Nomenclatura
Denominación en el Índice internacional del color
- Pigment Brown 6
- CI 77491[6]

Nombres en otros idiomas
- En inglés: burnt sienna, burnt ocher
- En alemán: Gebrannte Siena
- En griego: sienna psimeni
- En francés: terre de Sienne brûlée
- En italiano: terra di Siena bruciata
- En neerlandés: gebrande siena, bruine oker
- En portugués: terra de Siena queimada[6]

### Propiedades
La siena tostada, en comparación con los demás pigmentos basados en tierras, da un color notablemente vivo, brillante y transparente; además, es permanente. Puede emplearse en todas las técnicas de pintura y es de precio accesible. Aunque no se la considera tóxica, se recomienda no inhalarla.

## El siena como color HTML
Los colores HTML establecidos por protocolos informáticos para su uso en páginas web incluyen el siena que se muestra bajo estas líneas. En programación puede invocárselo con el nombre Sienna.
|           | Sienna            |
| HTML      | #A0522D           |
| RGB       | (160, 82, 45)     |
| HSV       | (19°, 72 %, 63 %) |
| Protocolo | X11               |